# Rite carmélite

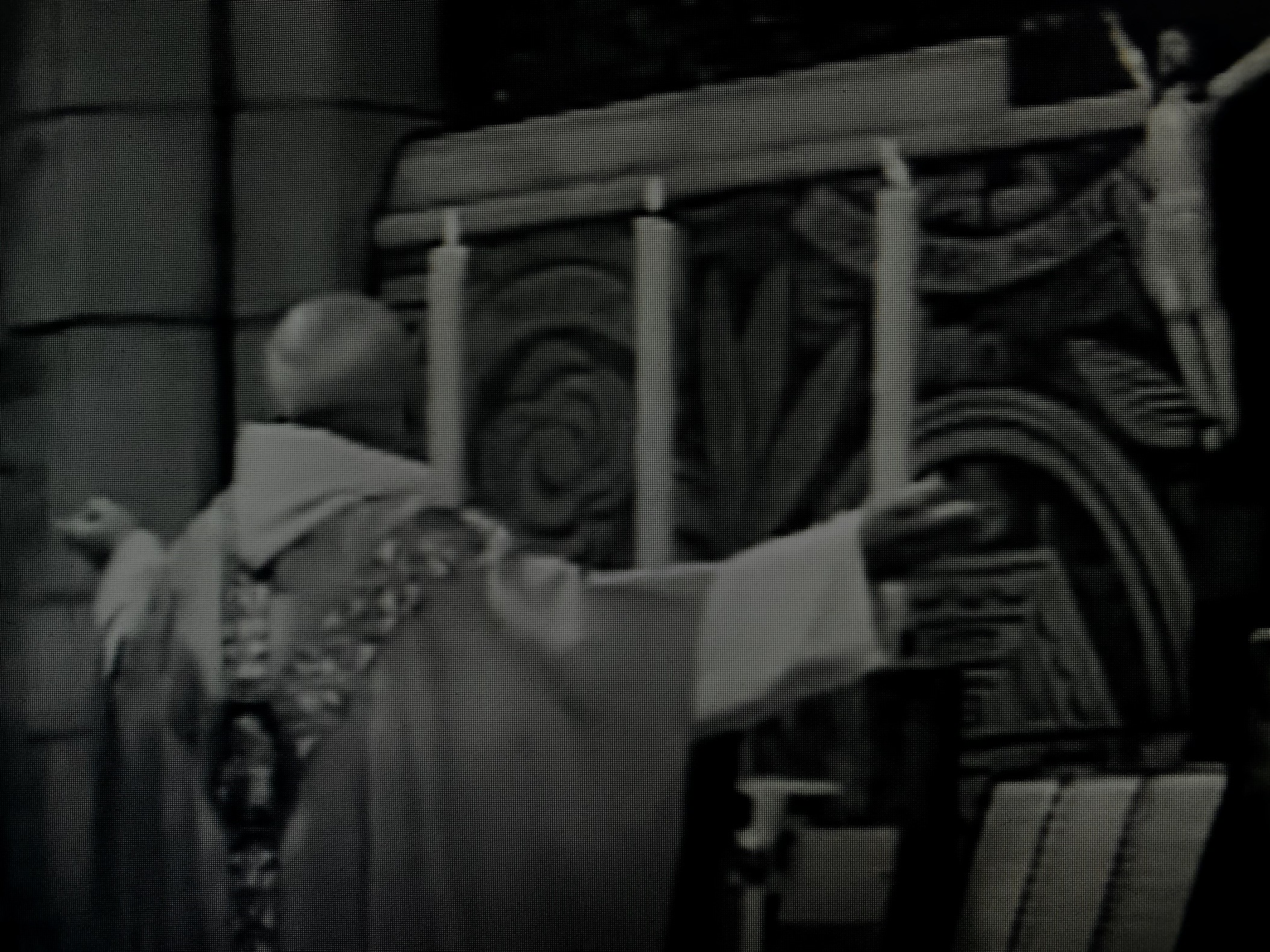
Rite carmélitain

Le rite carmélitain est un rite liturgique catholique spécifique à l'Ordre du Carmel. Le Rite du Saint-Sépulcre, communément appelé Rite des Carmes, est le rite liturgique latin utilisé par les Ordres des chanoines réguliers du Saint-Sépulcre, des Hospitaliers, des Templiers, des Carmes et des autres ordres fondés dans le Patriarcat latin de Jérusalem[Pas dans la source].

## Historique

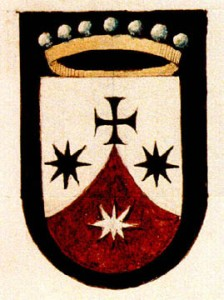
Blason des Carmes Déchaux, (1605).

Le rite en usage parmi les Carmes commençant vers le milieu du XIIe siècle est connu sous le nom du Rite du Saint-Sépulcre, la Règle des Carmes, qui fut écrite vers l'an 1210, ordonna aux ermites du mont Carmel de suivre la coutume approuvée de l'Église patriarcale de Jérusalem: "Hi qui litteras noverunt et legere psalmos, par singulas horas eos dicant qui ex institutione sanctorum patrum et ecclesiæ approbata consuetudine ad horas singulas sunt deputati".

## Caractéristiques
L'Ordre des Carmes Déchaussés a été formellement érigé le 20 décembre 1593 par la Constitution apostolique Pastoralis officii du Pape Clément VIII sous son propre Praepositus Général. En tant que tel, il n'avait pas de relation formelle avec le rite des Carmes. Bien que bon nombre de ses premiers membres aient précédemment été des frères de la province de Castille, en dépit des recommandations de saint Jean de la Croix qui se sont prononcées (vote) pour conserver le rite, la nouvelle ordonnance a abandonné le rite et a adopté le rite romain en remplacement. 
Après avoir examiné la question dans ses chapitres généraux de 1965, 1968 et 1971, l'Ordre des Carmes de l'Ancienne Observance (anciennement dénommé "chaussé") a décidé en 1972 d'abandonner son rite traditionnel en faveur de la messe de Paul VI. Au cours de la dernière décennie, un groupe de Carmes vivant en Amérique du Nord (Lake Elmo, Minnesota et Christoval, Texas) a adopté la vie érémique et expérimenté les nouvelles formes du rite des Carmes selon les normes conciliaires. Les ermites voient un retour à quelque chose de l'ancien usage, un modèle liturgique plus adapté au style et à la forme aux besoins d'une communauté contemplative qui passe beaucoup plus longtemps en chœur que les frères. Il s'agit d'un projet en cours à ce jour (2017).
Les moines carmes au sein du diocèse de Cheyenne (Wyoming) est un institut religieux contemplatif d'hommes de droit diocésain dédié aux traditions carmélitaines qui utilise le Rite carmélitain tel qu'il était utilisé en 1962 (i.e. en latin exclusivement et avec chants Grégoriens spécifiquement écrits par les Carmes au long de l'histoire).
Un certain nombre de messes ont été célébrées selon le Rite des Carmes en juillet 2012 à l'église St Joseph, Troy (New York) par Fr. Romaeus Cooney O.Carm. Ce fut la première fois que le Rite Carmélitain fut célébré publiquement depuis plus de quarante ans.